# 리디아 코넬

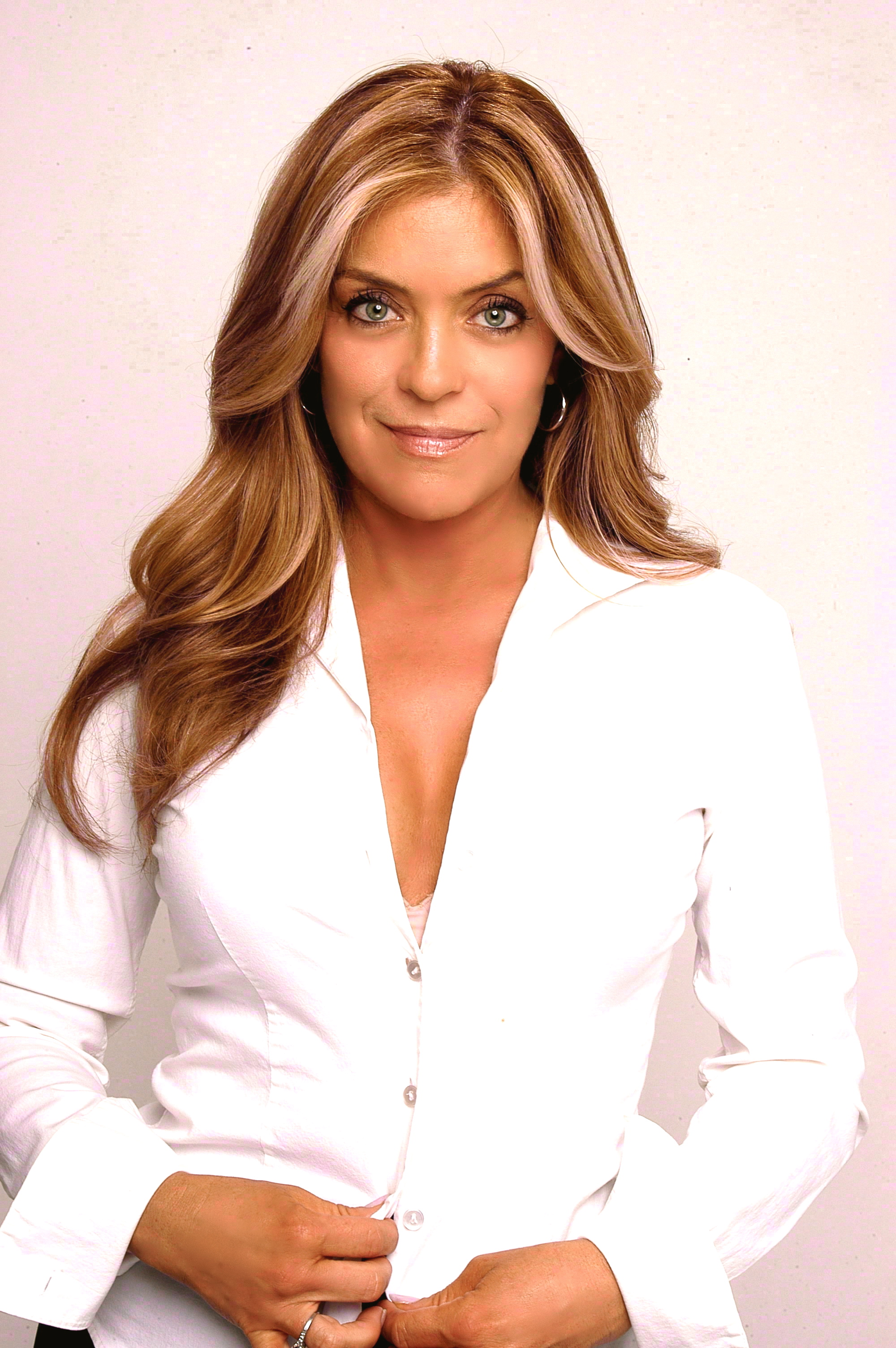

리디아 코넬(Lydia Cornell, 1953년 7월 23일 ~ )은 미국의 배우이다.
엘패소에서 태어났다.

## 출연 작품

### 영화
- 블러드 타이드 (1982)
- Damage Done (2008)

### 텔레비전
- 사랑의 유람선 (1980-86)
- 해저드 마을의 듀크 가족 (1984)
- 호텔 (1984, 1986)